# Jörg Lucke
Jörg Lucke (n. 7 ianuarie 1942, Berlin, Germania Nazistă) este un canotor, medaliat olimpic. A participat la 2 ediții ale Jocurilor Olimpice (1968, 1972) în care a câștigat două medalii de aur.